# Tischfernsprecher W 48

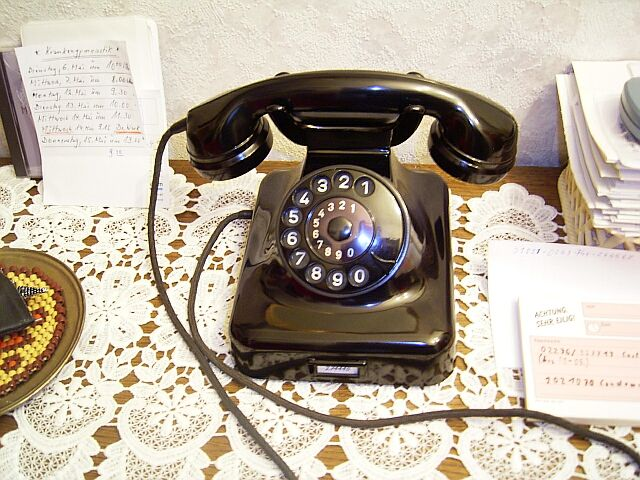
Tischfernsprecher W 48 der Deutschen Bundespost

Der Tischfernsprecher W 48 war – nach dem vom Hersteller SABA nur kurz produzierten Tischfernsprecher W 46 – das zweite deutsche Nachkriegstelefon, das 1948 für die Deutsche Post in den westlichen Besatzungszonen (ab 1950 Deutsche Bundespost) entwickelt und in sehr großen Stückzahlen gefertigt wurde.
Wie auch bei den Vorgängermodellen Modell 36 und dem Tischfernsprecher W 38 waren Siemens & Halske maßgeblich an seiner Konstruktion beteiligt. Prinzipiell ist der W 48 lediglich eine Weiterentwicklung des W 38 der Deutschen Reichspost. Der W 48 ist heute für viele Sammler und Liebhaber zum Klassiker unter den deutschen Fernsprechern und zum Inbegriff des „alten Fernsprechers“ geworden.

## Vorgänger

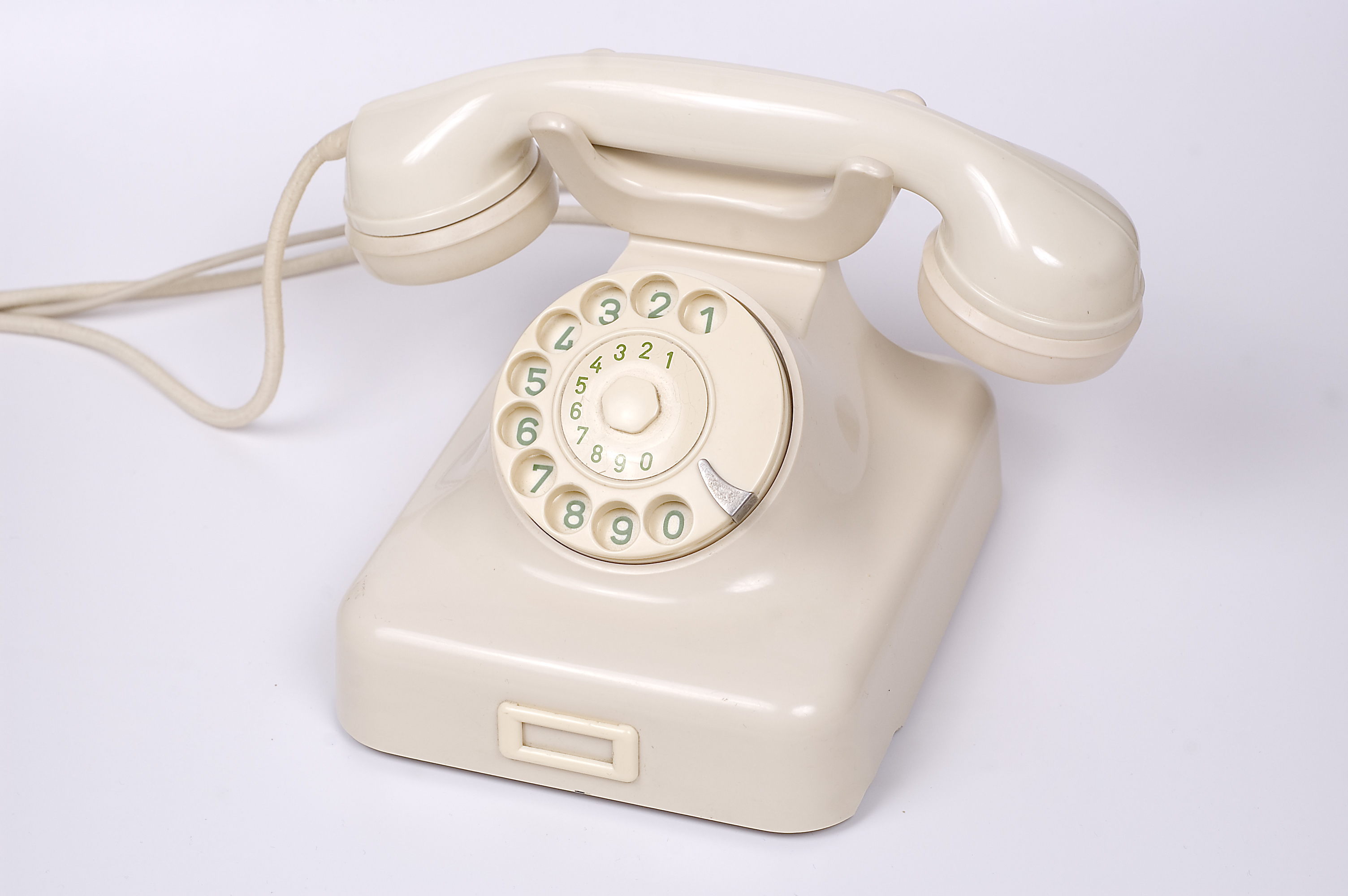
W 48 in der Farbe elfenbein

In den 1930er Jahren wurde das Unternehmen Siemens & Halske von der Deutschen Reichspost beauftragt, ein neues, preisgünstiger zu produzierendes Einheitstelefon zu entwickeln, welches das bisherige Standardmodell W 28 ablösen sollte. So entstand der Urvater des W 48, das sogenannte Modell 36, das 1936 auf der Leipziger Frühjahrsmesse vorgestellt wurde. Wegen technischer Unzulänglichkeiten wurde es jedoch von der Reichspost nicht eingeführt. Erst das verbesserte Nachfolgemodell W 38 von 1938 erhielt die Reichspostzulassung und wurde ab 1940 in großen Stückzahlen hergestellt.
Modell 36 und W 38 unterschieden sich äußerlich kaum: eine massive Ausführung aus schwarzem Bakelit und einer schweren Bodenplatte aus Stahl, eine Bakelitgabel sowie ein großer, ergonomisch geformter Telefonhörer. Der Aufbau der Grundplatten war jedoch bei den Modellen 36 und W 38 völlig unterschiedlich; auch ließen sich die 36er- und 38er-Gehäuse nicht untereinander tauschen. Der Wecker hatte zwei Glockenschalen. Die meisten Teile dieser beiden Modelle sind jedoch baugleich. Ab etwa 1940 wurden die Schalen des Weckers aus Pressglas gefertigt, um kriegswichtiges Metall zu sparen. Nach dem Zweiten Weltkrieg wurde der W 38 in beiden Teilen Deutschlands weiter mit kleineren Veränderungen im Gegensatz zum Reichspostmodell produziert; in Ostdeutschland wurden die Glasglocken beibehalten. Glasglocken erzeugen im Gegensatz zu den Glockenschalen aus Metall einen weniger schönen, klirrend-rasselnden Klang.
In Westdeutschland (1948) und in Ostdeutschland (1958) hatte der W 38 leicht verbesserte Nachfolger (W 48 und W 58). Der W 48 unterscheidet sich vom W 38 lediglich in der Form der Einsprache des Hörers. Beim W 38 ist sie trichterförmig, beim W 48 fast flach, da bei der trichterförmigen Version festgestellt wurde, dass aus hygienischen Gründen des Öfteren danebengesprochen wurde und man somit für den Gesprächspartner schlechter verständlich war. Alle Teile der Serien 38 und 48 sind wechselseitig austauschbar.

## Entwicklung
Ab etwa 1950 produzierten fast alle westdeutschen Telefonhersteller den W 48 in Lizenz für die Deutsche Bundespost, die das Gerät nicht verkaufte, sondern den Telefonkunden nur gegen eine Gebühr zur Nutzung überließ. So wie die äußere Form blieb auch das technische Innenleben des W 48 über die Jahre nahezu unverändert. Zwischen den einzelnen Herstellern gab es nur minimale Unterschiede in der Ausführung; nur das Unternehmen SABA baute etwa um 1950 kurz einen recht außergewöhnlichen, selbst konstruierten Nummernschalter mit einer Fingermuldenscheibe ein. In dieser Wählscheibe befanden sich nicht die üblichen Löcher, sondern halbkugelförmige Vertiefungen. Diese Variante konnte sich aber nicht durchsetzen, da sie für Personen mit langen Fingernägeln kaum benutzbar war.

## Ausstattung, Farbe, Varianten

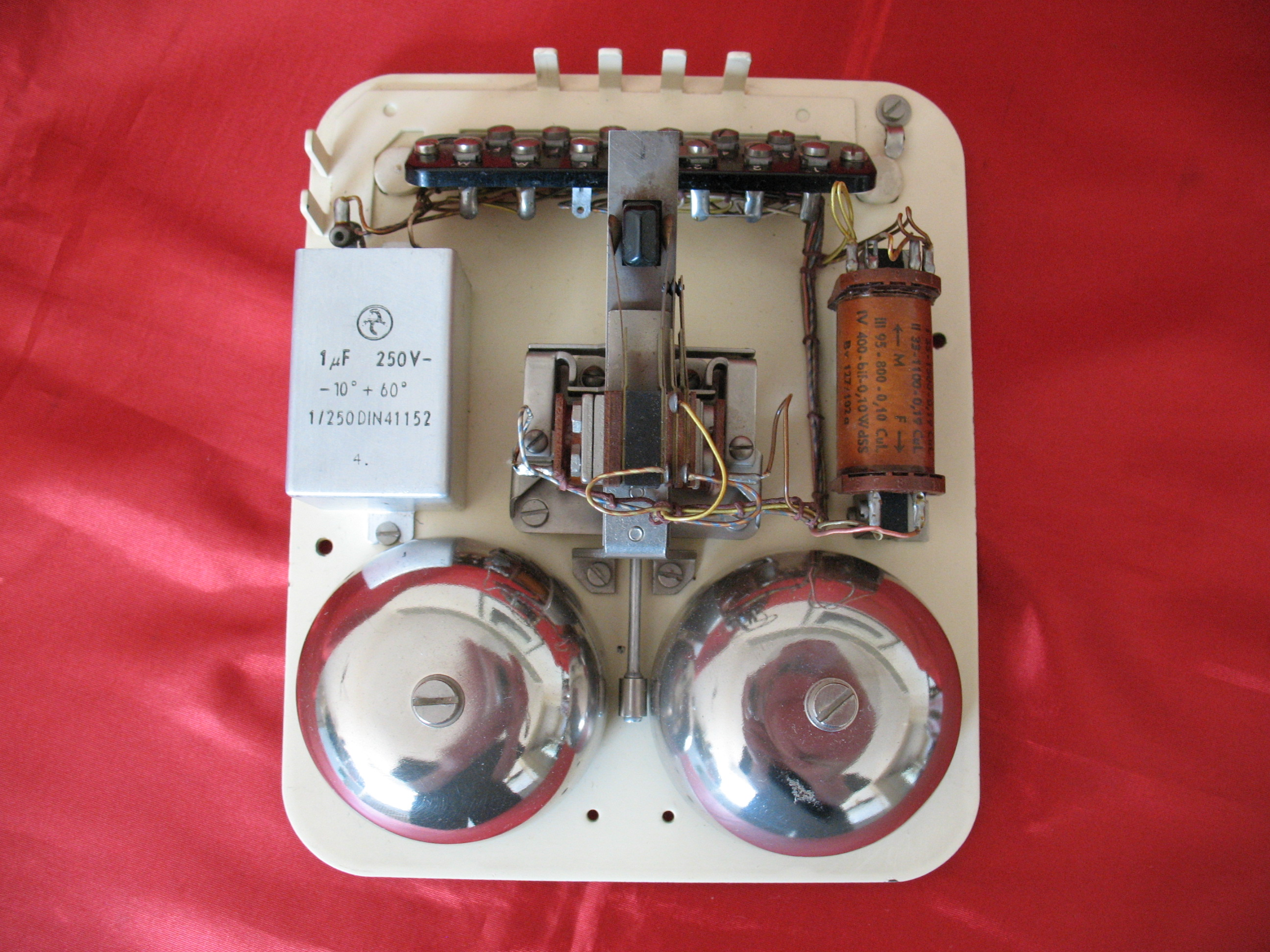
Bestückte Grundplatte eines W 48 von 1957

Wie bei den Vorgängermodellen Modell 36 und W 38 wurden beim W 48 die elektrischen und mechanischen Bauteile auf einer Metallgrundplatte montiert und mit gebundenen Kabelbäumen frei verdrahtet. Im Laufe der Zeit ersetzte man den Zweispulenwecker durch eine preiswerter zu produzierende einspulige Variante. Von verschiedenen Herstellern wurden unterschiedliche Drehnummernschalter des Typs NrS 38 in Lizenz produziert, wie beispielsweise der NrS 38 M des Unternehmens Merk oder der 1956 von Siemens gebaute NrS 38 R mit einer Rückdrehsicherung, der eine mechanisch bedingte Falschwahl verhindern sollte.
Gegen Ende der 1960er Jahre wurden die in den Fernmeldezeugämtern überholten beziehungsweise reparierten Exemplare recht häufig mit einem zum Stil des Gerätes nicht passenden Nummernschalter neuerer Bauart (mit einer transparenten Fingerlochscheibe aus Kunststoff) ausgerüstet. Diese Nummernschaltertypen wurden jedoch nie ab Werk eingebaut.
Die ersten Exemplare des W 48 hatten eine Mikrofon-Einsprachkappe mit nur 22 kreisförmig angeordneten Löchern, die man später auf 40 erweiterte, um die Verständigungsqualität zu verbessern. Der Apparat wurde anfangs mit einer baumwollumantelten oder geflochtenen Hörerschnur ausgeliefert. Von der Bundespost gab es auf Kundenwunsch als Sonderzubehör eine dehnbare, textilummantelte Schnur, deren Gummizug jedoch bei Überdehnung schnell riss, so dass diese dann auf ihrer vollen Länge von etwa 2 Metern verblieb. Ab den 1960er Jahren wurde, ebenfalls als Sonderzubehör, auch eine dehnbare Kunststoffspiralschnur angeboten, die bis in die 1980er Jahre bei Reparaturen eingesetzt wurde.
Standardmäßig wurde ein Gehörschutz-Gleichrichter aus zwei Selendioden im Telefonhörer eingebaut, um die lauten Knall- und Knattergeräusche zu unterdrücken, die z. B. beim Betätigen der Gabel und auch bei der elektromechanischen Vermittlungstechnik entstanden („Knallschutz“). Auch die Gabelschaltung für die Rückhördämpfung wurde – insbesondere bei den Büroapparaten – mehrmals abgeändert.

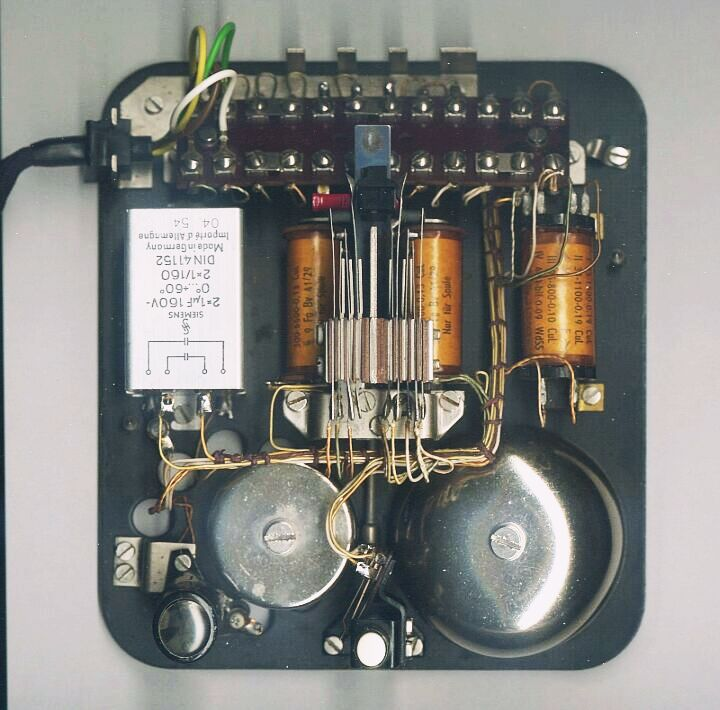
Grundplatte eines W 48a mit Schauzeichen und Erdtaste

Die Standardfarbe des W 48 war schwarz, aber es gab ihn – wie die Modelle W 28, W 38 und W 49 – auch in der Farbe Elfenbein. Die Kunststoffe der elfenbeinfarbenen Apparate waren nicht sehr lichtbeständig und darüber hinaus bruchempfindlicher, weshalb heute viele Apparate dieser Farbe beschädigt oder ausgeblichen sind. Bei den elfenbeinfarbigen Gehäusen gab es herstellerabhängig auch deutliche Farbunterschiede. Weil die Herstellung von elfenbeinfarbenem Duroplast aufwendiger und teurer war, galten die hellen Geräte als Statussymbol; sie wurden von der Bundespost nur gegen einen Aufschlag bereitgestellt und waren eher in begüterten Haushalten sowie Arztpraxen, Anwaltskanzleien oder Hotels zu finden. Sehr selten gab es den W 48 auch in anderen Farben, z. B. in grau, braun oder dunkelgrün. Zu Ausbildungszwecken für angehende Fernmeldetechniker wurde eine transparente Version aus Plexiglas hergestellt (später als Design-Nachbau von der Fa. Reiner). Diese Exemplare sind ebenfalls selten.
Findet man heute ein farbiges Gerät, so handelt es sich höchstwahrscheinlich um ein nachträglich lackiertes Exemplar oder es stammt aus der in den 1990er Jahren produzierten Neuauflage. Lackierte Geräte erkennt man daran, dass das Zifferblatt des Nummernschalters farblich nicht passt (Ausnahmen betreffen sehr seltene elfenbeinfarbige Nebenstellenapparate im Originalzustand, außerdem den hellroten Nachbau-Apparat der Fa. Reiner).
In der Regel sind die Ziffern auf der Trägerscheibe der schwarzen Modelle weiß, auf den elfenbeinfarbenen Modellen grün. Während die Metallböden bei den schwarzen Apparaten stets in schwarz gehalten sind (mit unterschiedlichen Lackierungsverfahren), zeigt sich bei den elfenbeinfarbenen Modellen keine einheitliche Tendenz. Beispielsweise haben Bosse-, DFG-, Reiner- und SEL-Apparate silberfarbene Bodenplatten in verschiedenen Lackierungsausführungen, während Krone eine zum Gehäuse passende beigefarbenene Lackierung verwendet hat. Siemens hat auch für elfenbeinfarbene Modelle oft schwarze Bodenplatten in Originalausführung eingesetzt. Es gibt den W 48 für große und kleine Telefonanlagen, ausgestattet mit Erdtaste, Schauzeichen und Nebenstellentasten zur Handvermittlung.
W 48a

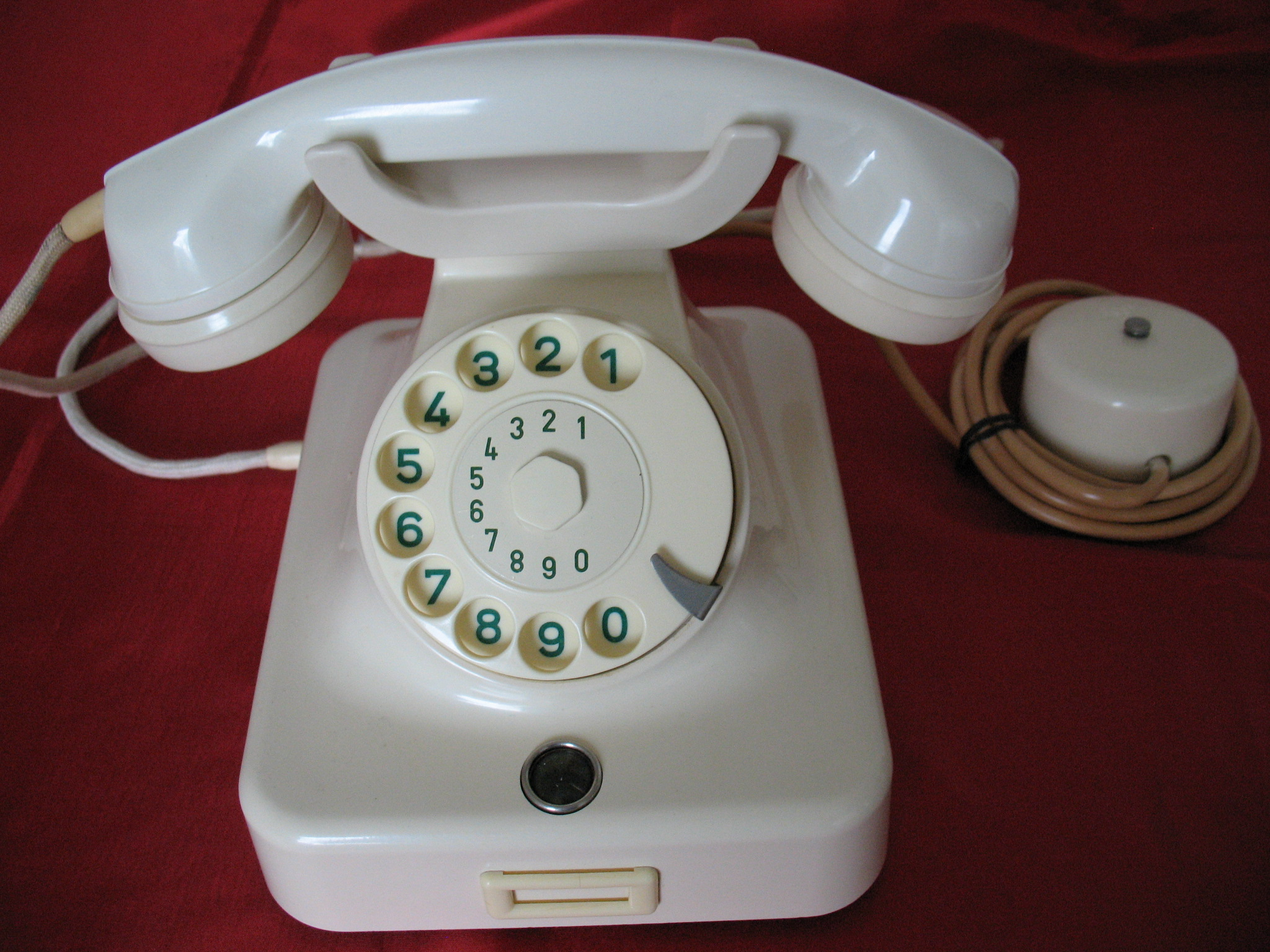
Elfenbeinfarbenes „W 48a uSz“ mit Schauzeichen

Während Schaltung und Montageaufbau bei den W 48-Standardmodellen (W 48 oT) für die Bundespost unverändert blieben, wurden die W 48a-Schauzeichenapparate (W 48a uSz) in unterschiedlichen Schaltungs- und Aufbauvarianten gefertigt. Die W 48a-Telefone sind technisch für eine A2-Schaltung ausgelegt. Das Schauzeichen wurde – abhängig vom Hersteller sowie vom Vorhandensein einer Erdtaste (mT) – entweder mittig oder links angeordnet. Jedoch traten aufgrund der recht großen Weckerschalen Platzprobleme auf. Da man aber das Gehäuse auch beim Erdtasten-Modellen mit Schauzeichen nicht vergrößern wollte, musste man durch anderweitige Veränderungen Platz schaffen: Entweder baute man eine kleinere Weckerschale ein (siehe Foto), oder man verwendete gleich zwei kleinere Glocken bzw. das Schauzeichen wurde mittig platziert, während eine verkleinerte Erdtaste rechtsseitig mittels einer Metallschiene auf den Originalglocken fixiert wurde. Auch das Durchsägen einer normalen Weckerschale wurde herstellerseitig praktiziert, wobei eine halbe Weckerschale keinen Glockenklang mehr erzeugen konnte.
| Abkürzung    | Bedeutung                                              |
| ------------ | ------------------------------------------------------ |
| W 48 oT      | ohne Erdtaste                                          |
| W 48 mT      | mit Erdtaste                                           |
| W 48a uSz    | A2-Schaltung, umschaltbares Schauzeichen               |
| W 48a uSz mT | A2-Schaltung, umschaltbares Schauzeichen, mit Erdtaste |

## W 48 Wand
Für die Wandmontage wurde von der Deutschen Post der „W 48 Wand“ angeboten, der bis auf wenige Unterschiede baugleich ist mit dem Wandapparat „W 38“ von 1938 und dem „W 51“ von 1951. Das Unternehmen Hagenuk aus Kiel produzierte mit dem technisch baugleichen W 49 (Modellbezeichnung: Ti-Wa W 49) ein Modell, das vom Tisch- zum Wandgerät umgebaut werden konnte.
Unter dem Namen Teilnehmer-Münzfernsprecher 55b (Tln Mü 55b) gab es ein W 48-ähnliches Tisch-Münztelefon für Ortsgespräche. Nach Einführung des Zeittaktes für Ortsgespräche wurde die gewerbliche Nutzung dieses Tischmünzers 1980 untersagt, da mit einer Zahlung von 20 Pfennig stundenlange Ortstelefonate möglich waren, was zu Lasten des Anschlussteilnehmers führte, der nach Gebühreneinheiten an die Post zu zahlen hatte.

## Nachfolger
Bis Ende der 1960er Jahre blieb der W 48 das schlichte, zuverlässige und preiswerte Standardtelefon der Deutschen Bundespost. Da die Geräte seinerzeit meistens von der Post den Teilnehmern leihweise zur Verfügung gestellt wurden, gingen Reparaturen zu Lasten der Post, so dass diese Interesse an möglichst zuverlässigen und haltbaren Geräten hatte und weniger an zusätzlichem Komfort für den Kunden. Selbst auf minimale Funktionserweiterungen, wie zum Beispiel einen Lautstärkeregler für den Klingelton, wurde verzichtet. Das absehbare Ende des W 48 wurde aber bereits 1963 eingeläutet, als die Deutsche Bundespost den Fernsprech-Tischapparat 61 (FeTAp 61) einführte, ein technisch und optisch völlig neuartiges, handlicheres Telefon aus thermoplastischem, schlagfestem ABS-Kunststoff. Erst der FeTAp 61 machte das Telefon in der Bundesrepublik Deutschland von einem Luxusobjekt zu einem selbstverständlichen Gebrauchsgegenstand.
Da es diesen neuen Apparat aber vorerst nur mit und ohne Erdtaste gab, aber noch nicht als Apparate für eine A2-Schaltung, benötigte man bis 1967 noch die Modelle W 48a oder W 49a.

## Funktionserweiterte Versionen des W 48

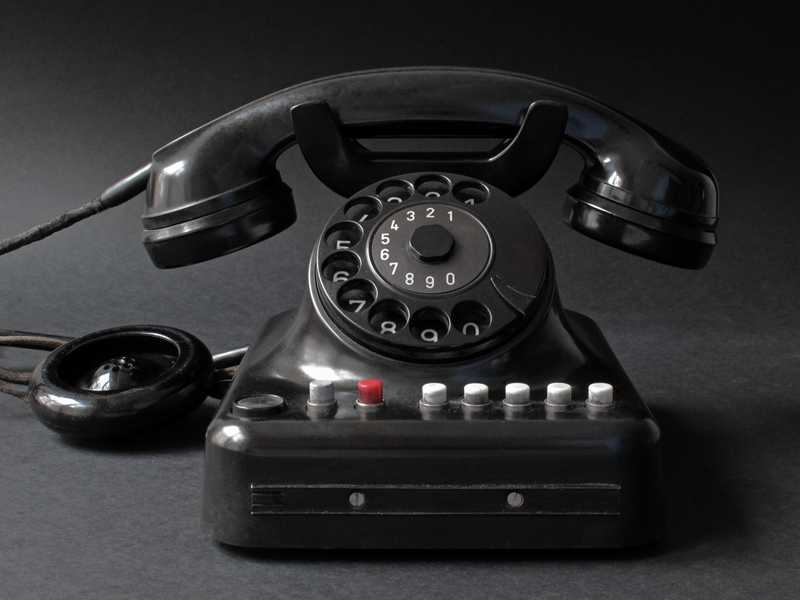
Reihenapparat RhAp 211 1/5 im W 48-Gehäuse mit Mithör-Muschel

Es gab einige auf dem Gehäuse des W 48 basierende Versionen mit diversen Funktionserweiterungen zum Aufbau von kleineren Nebenstellenanlagen (z. B. Reihenanlagen, Zwischenumschalter, Rückfrageapparate). Dabei verlagerte man die Technik, welche aus Platzgründen nicht mehr im Telefongehäuse untergebracht werden konnte (Relais, Wecker, Netzteil etc.) in einen separaten Wandanschlusskasten.
Das Bild zeigt einen Reihenapparat im W48-Gehäuse für eine Amtsleitung und fünf gleichartige Reihenstellen (RhAp 211 1/5 von Mix & Genest, gebaut 1954). Zu diesem Apparat gehört ein Wandanschlusskasten.

## Der W 48 heute

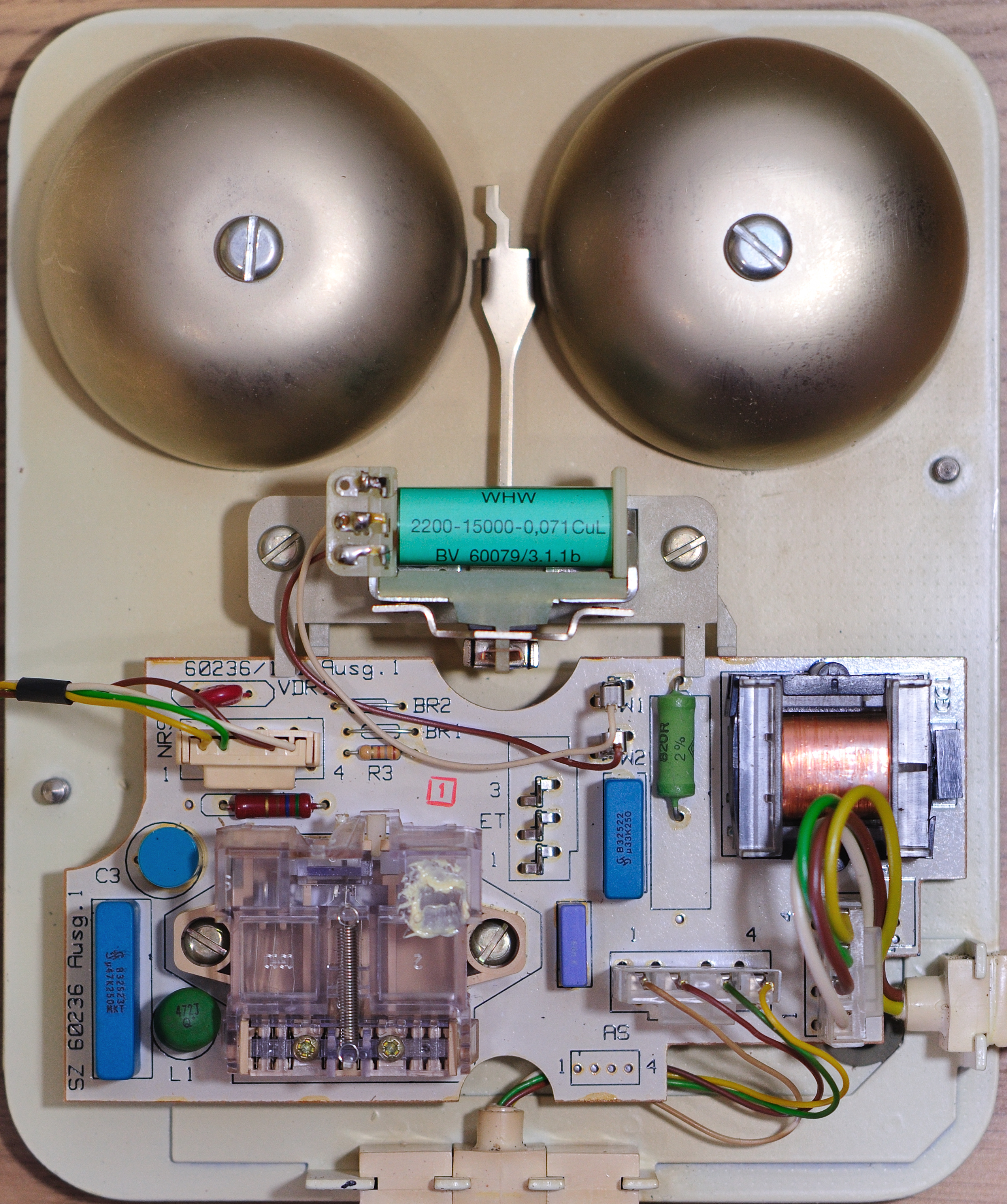
Grundplatte eines W 48 in der Jubiläumsversion von 1990

Der W 48 wurde bis 1963 hergestellt. Die Apparate wurden ca. bis ins Jahr 1967 in den Fernmeldezeugämtern (FZA) der Post technisch überholt, optisch wiederaufbereitet und beim Teilnehmer neu angeschlossen. Ganz verschwunden ist der W 48 bis in die Gegenwart nicht. Wegen seiner ehemals hohen Verbreitung hat er nach wie vor einen großen Bekanntheitsgrad und erfreut sich heute als „klassischer Fernsprecher“ zunehmender Beliebtheit. Bereits zum Ende ihrer Einsatzzeit in den 1970er und 1980er Jahren waren sie beliebt und wurden daher von der Post oft nicht entsorgt, sondern an Interessierte abgegeben. Alte Originale werden heute restauriert und wieder eingesetzt. Nach dem problemlosen Einbau einer modernen Transistor-Sprechkapsel statt des herkömmlichen Kohlemikrofons (oder einer neuen Kohlekapsel aus den 61er-Geräten) entspricht die Sprachqualität voll dem heutigen Standard, wenngleich die Rückhördämpfung (gewolltes, abgedämpftes Mithören der eigenen Stimme über die Hörkapsel) aufgrund der etwas simpleren Sprechschaltung etwas schlechter (lauter) ist als bei den 61er-Nachfolgegeräten.
Durch Nachrüstung eines TAE-Steckers lässt sich ein W 48 ohne Probleme an einem analogen Telefonanschluss im Telefonnetz der Deutschen Telekom betreiben. Für den Betrieb an Telefonanlagen, die lediglich das Mehrfrequenzwahlverfahren (MFV) unterstützen, ist ein zwischen TAE-Anschlussdose und W 48 zu steckender, externer IWV-MFV-Konverter oder aber eine weitere analoge Telefonanlage mit IWV-MFV-Umsetzung notwendig (Betrieb als Unteranlage). Der W 48 kann mit einem impulswahlfähigen a/b-Wandler (Terminaladapter) auch an ISDN- und sonstigen modernen digitalen Anlagen betrieben werden. Verschiedene Modelle der Fritz!Box des Berliner Herstellers AVM unterstützen beispielsweise das Impulswahlverfahren an den analogen Anschlüssen, so dass ein W 48 direkt angeschlossen werden kann. Laut Support ist das Impulswahlverfahren bei den Fritz!Boxen jedoch keine zugesicherte Eigenschaft. Zudem ist die Unterstützung in aktuellen Fritz!Boxen generell nicht mehr enthalten. Wenn ein Telefon-Konverter von IWV und MFV angeschlossen wird, der im Handel gut erhältlich ist, können die Apparate selbst bei IP-basierter Telefonie, (Internet-Protokoll-Telefonie sowie Internettelefonie oder Voice over IP, kurz VoIP) zumeist einwandfrei funktionieren, wenn der Wandler zwischen Router/TAE-Telefonbuchse und dem Telefon angeschlossen wird.
Ein weiteres Problem bei modernen, kleineren Telefonanlagen ist eine oft zu schwach ausgelegte Rufstromversorgung, da diese für den elektronischen Tonruf heutiger Telefone ausgelegt ist. Diese reicht oftmals nicht aus, um die induktiven elektromechanischen Wechselstromwecker der W 48 zu versorgen. Im einfachsten Fall wird die Rufspannung (meist 24 Volt) bei vielen Nebenstellenanlagen aus einer separaten Transformatorwicklung gewonnen und entspricht damit zwangsweise der im Stromnetz üblichen Frequenz von 50 Hz. Der Wecker des W 48 ist zwar für eine Rufstromfrequenz von 25 Hz und 50 Hz geeignet, läutet aber bei 50 Hz weniger harmonisch und neigt bei nicht korrekter Einstellung eher zum Schnarren bzw. Scheppern. Neben den FritzBox-Geräten von AVM bieten mittlerweile auch einige andere TK-Anlagen die Möglichkeit, die Rufstromfrequenz an den analogen Anschlüssen auf 25 Hz einzustellen (Auerswald, Elmeg, Agfeo, Siemens HiCom 150).
In vielen Fällen müssen die im Laufe der Jahre stark verharzten und verschlissenen Nummernschalter überholt oder getauscht werden, weil eine unpräzise Impulsfolge gerade bei modernen Telefonanlagen leicht zur Falschwahl führt. Jedoch lassen sich die 38er-Nummernschalter, welche bei W 48-Geräten zum Einsatz kommen, durch eine gründliche Reinigung und (sparsame) Neuschmierung meist problemlos überholen, sofern man über feinmechanisches Werkzeug und entsprechendes Geschick verfügt.
Von der Firma Wilhelm Heibl Werke GmbH & Co. KG gibt es eine Neuauflage des W 48 mit modernem Innenleben zum 500. Jubiläum der Post Anfang der 1990er Jahre. Ein Nachbau des W 48 erfolgt von Friedrich Reiner Telekommunikation. Der W 48 ist auch heute noch als Neugerät in schwarz und elfenbein (andere Sonderfarben stehen ebenfalls zur Auswahl) erhältlich – ausgestattet mit modernem Innenleben (kupferkaschierte, geätzte Pertinaxplatine mit aufgelöteten Bauteilen) und Transistorsprechkapsel.